# ويندي كاري
ويندي كاري (بالإنجليزية: Wendy Curry)‏ هي ناشطة أمريكية في حقوق الحركات الاجتماعية للمثليين LGBT، ولدت في سبتمبر 1966.